# 한평초등학교 대평분교
한평초등학교 대평분교는 경상남도 진주시 대평면 당촌리 743에 있었던 공립 초등학교이다.

## 연혁
- 1922.11.06 대평공립보통학교 개교(설립인가 5월 16일)
- 1938.04.01 대평공립심상소학교로 개칭
- 1941.04.01 대평공립국민학교로 개칭
- 1945.05.05 마동초등학교 분교
- 1945.11.14 신풍초등학교 분교
- 1946.08.10 한평초등학교 분교
- 1970.03.03 학교 통합 (대평, 마동)
- 1986.02.21 병설유치원 인가 (3.5개원)
- 1995.09.01 한평국민학교 대평분교장으로 개편
- 1997.02.20 제71회 졸업
- 1997.09.01 폐교(원당초등학교로 통합)